# Стража при Кршкем
Стража при Кршкем (словен. Straža pri Krškem) је насељено место у општини Кршко, Посавска регија, Словенија

## Историја
До територијалне реорганизације у Словенији била је у саставу старе општине Кршко.

## Становништво
У попису становништва из 2011. године, Стража при Кршкем је имала 37 становника.
| Број становника према пописима | Број становника према пописима | Број становника према пописима |
| ------------------------------ | ------------------------------ | ------------------------------ |
| 1991                           | 2002                           | 2011                           |
| 30                             | 30                             | 37                             |

Напомена: До 1955. исказивано под називом Гарда Светега Ловренца.